# Сеймчан (приток Колымы)
Сеймчан — река в Магаданской области России, протекает по территории Среднеканского района.

## Гидрография
Образуется слиянием Левого и Правого Сеймчана. Длина реки — 158 км (от истока Правого Сеймчана — 186 км), площадь водосборного бассейна — 3600 км². Замерзает в октябре и остаётся под ледяным покровом до мая — начала июня. Питание реки происходит в основном за счёт таяния снега и летних дождей. Впадает в реку Колыму в 1550 км от её устья по левому берегу. По данным наблюдений с 1940 по 1988 год среднегодовой расход воды в 61 км от устья составляет 35,24 м³/с. Высота устья — 195 м над уровнем моря. В устье расположен районный центр — посёлок городского типа Сеймчан.

## Ихтиофауна
В реке водятся виды рыб: обыкновенный окунь, обыкновенный ёрш, налим, хариус, обыкновенный чукучан, обыкновенный валёк и др.

## Гидроним
Название в переводе с эвенского Хэймчан — «небольшая яма, омут».
Впервые о реке Сеймчан упоминает сотник Н. М. Берёзкин в 1901 году. На карту нанесена в 1928 году экспедицией гидролога И. Ф. Молодых. Подробная геологическая съёмка бассейна реки проведена в 1934 году.

## Данные водного реестра
По данным государственного водного реестра России и геоинформационной системы водохозяйственного районирования территории РФ, подготовленной Федеральным агентством водных ресурсов:
- Бассейновый округ — Анадыро-Колымский
- Речной бассейн — Колыма
- Речной подбассейн — Колыма до впадения Омолона
- Водохозяйственный участок — Колыма от впадения реки Сеймчан до водомерного поста гидрометеорологической станции Коркодон

## Основные притоки
(расстояние от устья)
- 64 км — река Медвежья (пр)
- 97 км — река Верина (пр)